# Percival Proctor

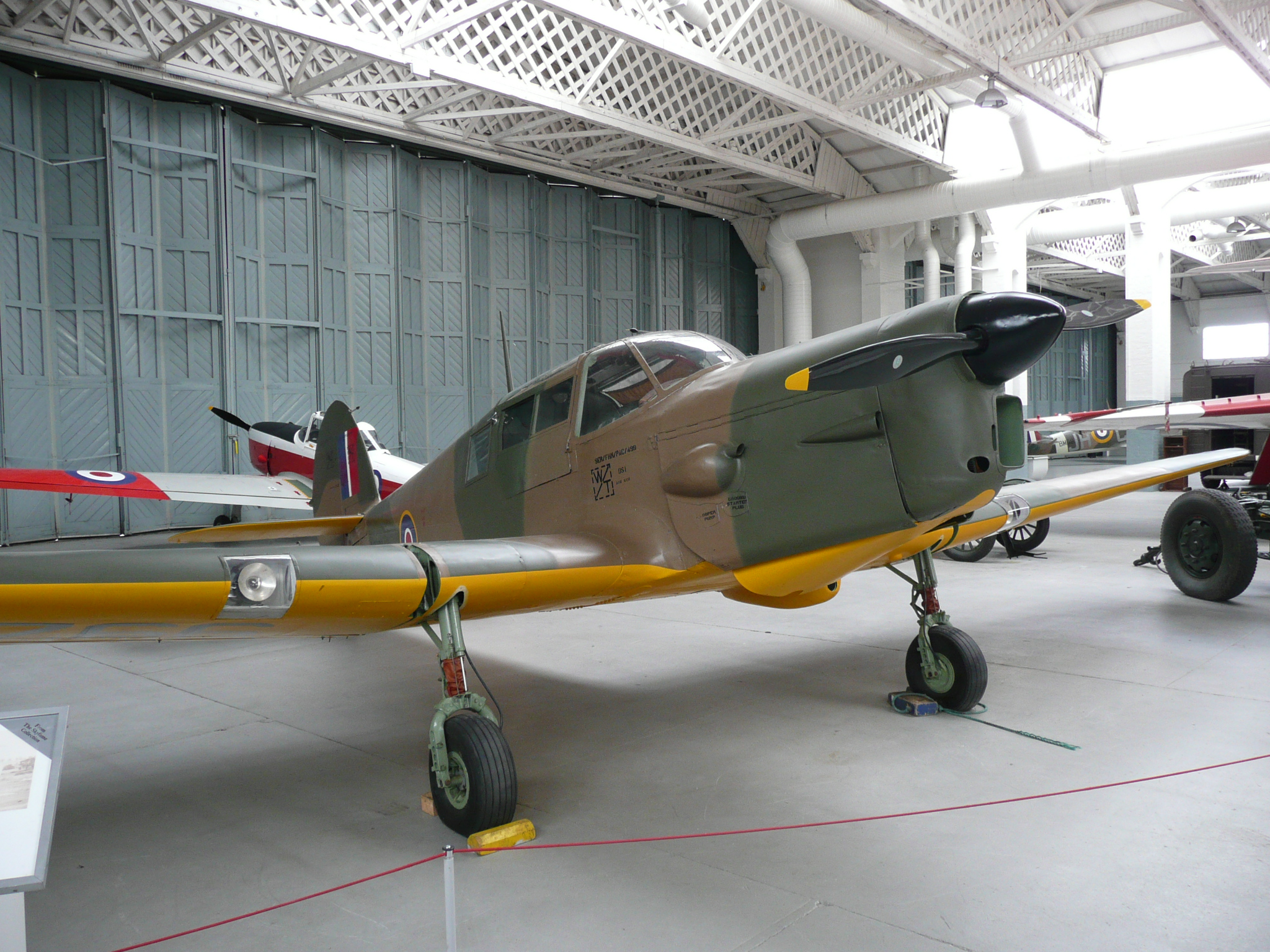
Il Percival Proctor III conservato a Duxford

Il Percival Proctor fu un aereo da addestramento monomotore ad ala bassa sviluppato dall'azienda aeronautica britannica Percival Aircraft nei tardi anni trenta.
Caratterizzato da un'impostazione classica, monoplano ad ala bassa, carrello fisso e cabina di pilotaggio a due posti affiancati, e destinato principalmente al mercato dell'aviazione militare, venne utilizzato principalmente dall'aeronautica militare e di marina del Regno Unito nella formazione dei singoli elementi degli equipaggi, operatori radio, navigatori, piloti, oltre che come aereo da collegamento durante il periodo della seconda guerra mondiale, rimanendo operativo alla sua conclusione in numerose forze aeree mondiali.

## Varianti
P.28 Proctor I
versione triposto con doppi comandi destinata alla formazione degli operatori radio di comunicazione e navigatori radio della RAF, realizzata in 147 esemplari.
P.28 Proctor IA
versione da addestramento triposto con doppi comandi destinata alla formazione dei piloti all'appontaggio e degli operatori radio per la Royal Navy/Fleet Air Arm equipaggiato con dispositivo di stoccaggio per canotto e strumentazione marittima, realizzata in 100 esemplari.
P.29 Proctor
una conversione a bombardiere leggero in grado di trasportare 16 bombe da 20 lb in rack subalari.
P.30 Proctor II
versione da addestramento radio triposto, realizzata in 175 esemplari (inclusi 112 IIA per la Royal Navy)
P.34 Proctor III
versione da addestramento triposto destinata alla formazione degli operatori radio del Bomber Command, realizzata in 437 esemplari.
P.31 Proctor IV
versione da addestramento radio quadriposto, caratterizzata da una fusoliera ingrandita, realizzata in 258 esemplari.
Proctor 5
versione quadriposto civile (designazione RAF Proctor C.Mk 5), realizzata in 150 esemplari.
Proctor 6
versione idrovolante realizzata in un esemplare.
P.46
conversione sviluppata dal Proctor IV, dotato di fusoliera modificata e nuova ala realizzata dalla Heston Aircraft e commercializzata come Youngman-Baynes High Lift Monoplane.

## Utilizzatori
(lista parziale)
 Belgio
- Composante air de l'armée belge

 Italia
- Aeronautica Militare

operò con un Proctor 5 ex civile.
 Libano
- Al-Quwwat al-Jawwiyya al-Lubnaniyya

operò con 2 esemplari donati dalla RAF
 Regno Unito
- Royal Air Force
- Fleet Air Arm

### Pubblicazioni
- (EN)  Percival, Robert. "A Portrait of Percival." Aeroplane Monthly, Vol. 12, No. 9, September 1984.
- (EN)  Silvester, John. "Percival Aircraft 1933-1954 (Parts 1-4)." Aeroplane Monthly, Vol. 11, No. 1-4, January-April 1983.